# Jevgeni Borisov
Jevgeni Valerievitsj Borisov (Russisch: Евгений Валериевич Борисов) (Klimovsk, 7 maart 1984) is een Russische atleet, die gespecialiseerd is in het hordelopen. Hij werd meervoudig nationaal kampioen in deze discipline en nam eenmaal deel aan de Olympische Spelen.

## Biografie
Zijn eerste succes bij de senioren boekte Borisov in 2006 met het winnen de 60 m horden bij de Russische indoorkampioenschappen.
Twee jaar later won hij de Europese Indoor Cup in een tijd van 7,44 s. Op de wereldindoorkampioenschappen van 2008, die in het Spaanse Valencia werden gehouden, won hij een bronzen medaille op de 60 m horden. Hij deelde deze medaille met de Let Staņislavs Olijars, die met 7,60 exact dezelfde tijd liep. Later dat jaar nam hij deel aan de Olympische Spelen van Peking, maar sneuvelde in de series met 13,90.
In 2009 stelde Borisov teleur door vijfde te worden bij de Europese indoorkampioenschappen in Turijn. Later dat jaar veroverde hij in 13,51 voor de eerste maal de Russische titel op de 110 m horden.
Borisov is aangesloten bij Dynamo Moskva.

## Titels
- Russisch kampioen 110 m horden - 2009
- Russisch kampioen 60 m horden - 2006, 2007, 2009
- Russisch kampioen U23 60 m horden - 2006

## Persoonlijke records
Outdoor
| Onderdeel    | Prestatie | Datum        | Plaats |
| ------------ | --------- | ------------ | ------ |
| 110 m horden | 13,55 s   | 10 juli 2008 | Moskou |

Indoor
| Onderdeel   | Prestatie | Datum            | Plaats |
| ----------- | --------- | ---------------- | ------ |
| 50 m horden | 6,44 s    | 10 februari 2009 | Liévin |
| 60 m horden | 7,44 s    | 16 februari 2008 | Moskou |

## Palmares

### 60 m horden
- 2008:  Europese Indoor Cup - 7,44 s
- 2008:  WK indoor - 7,60 s
- 2009: 5e EK indoor - 7,64 s
- 2010: 4e WK indoor - 7,51 s